# Креозот

Пропитанные креозотом железнодорожные шпалы

Креозо́т (фр. créosote) — бесцветная (иногда желтоватая или жёлто-зелёная) воспламеняющаяся труднорастворимая в воде маслянистая жидкость с сильным запахом и жгучим вкусом, получаемая из древесного и каменноугольного дёгтя. Представляет собой смесь фенолов, главным образом гваякола и крезолов.
Растворим в спиртах и эфирах. Ядовит.

## История
Впервые был получен Карлом фон Рейхенбахом в 1830 году при дистилляции дёгтя бука.

## Применение
Древесный креозот применяется при туберкулёзе и как антисептик. Каменноугольный креозот применяется для консервирования дерева (пропитывание шпал, деревянных опор и т. п.) и предохранения его от гниения, в производстве искусственных смол, а также как флотоагент при обогащении (флотации) руд.
Характерный запах железнодорожных шпал (а также запах в метрополитене) связан с их пропиткой креозотом.

## Токсическое действие
Действует подобно фенолам, но слабее влияет на нервную систему; усиливает чувствительность кожи к свету (фотосенсибилизация).
При контакте с кожей ведёт к появлению розовых пятен, папул, бородавчатых разрастаний, сильной пигментации, усиленному ороговению кожи. Особенно остро заболевание протекает в солнечные дни. У работающих на пропитке шпал креозотом очень быстро появлялся настолько сильный ожог лица, особенно щёк и носа, шеи и предплечий, что они вынуждены были прекращать работу через 0,5—1 ч. В редких случаях через 1—3 дня появлялась пигментация, в более тяжёлых — шелушение и длительная пигментация. Одновременно у 60 % работающих возникали светобоязнь, слезотечение; в небольшом числе случаев — поражение роговицы (при продолжительном действии — окрашивание её).
Гиперкератозы и бородавчатые разрастания, вызываемые креозотом, могут развиться в кожный рак, дающий метастазы в лимфатические узлы и отдалённые органы. По-видимому, для появления рака от креозота требуется длительное время. Согласно последним исследованиям, креозот считается потенциальным канцерогеном. В связи с этим с 2003 года в странах ЕС запрещено нелицензированное использование креозота.

## В культуре
- Данное вещество упоминается в произведении Артура Конана Дойля «Знак четырёх» и является одним из звеньев, соединяющих последовательность событий в деле.
- Мистер Креозот в фильме «Смысл жизни по Монти Пайтону».
- «О креозоте» читает статью Фенечка из романа И. С. Тургенева «Отцы и дети», глава XXIII.